# Castel (Guernsey)
Castel is een parish van het Britse kroondomein Guernsey.
Castel telt 8975 inwoners.De oppervlakte bedraagt 10,1 km², de bevolkingsdichtheid is 888,6 inwoners per km².
Castel · Forest · Saint Andrew · Saint Martin · Saint Peter Port · Saint Pierre du Bois · Saint Sampson · Saint Saviour · Torteval · Vale

Afhankelijkheden: Alderney · Sark